# Jogos do Império Britânico e da Commonwealth de 1962
Os Jogos do Império Britânico e da Commonwealth de 1962  foram realizados em Perth, Austrália, entre 22 de novembro e 1 de dezembro.

## Modalidades
- Atletismo
- Boxe
- Ciclismo
- Esgrima
- Halterofilismo
- Lawn Bowls
- Natação
- Remo
- Salto ornamental
- Wrestling

## Países participantes

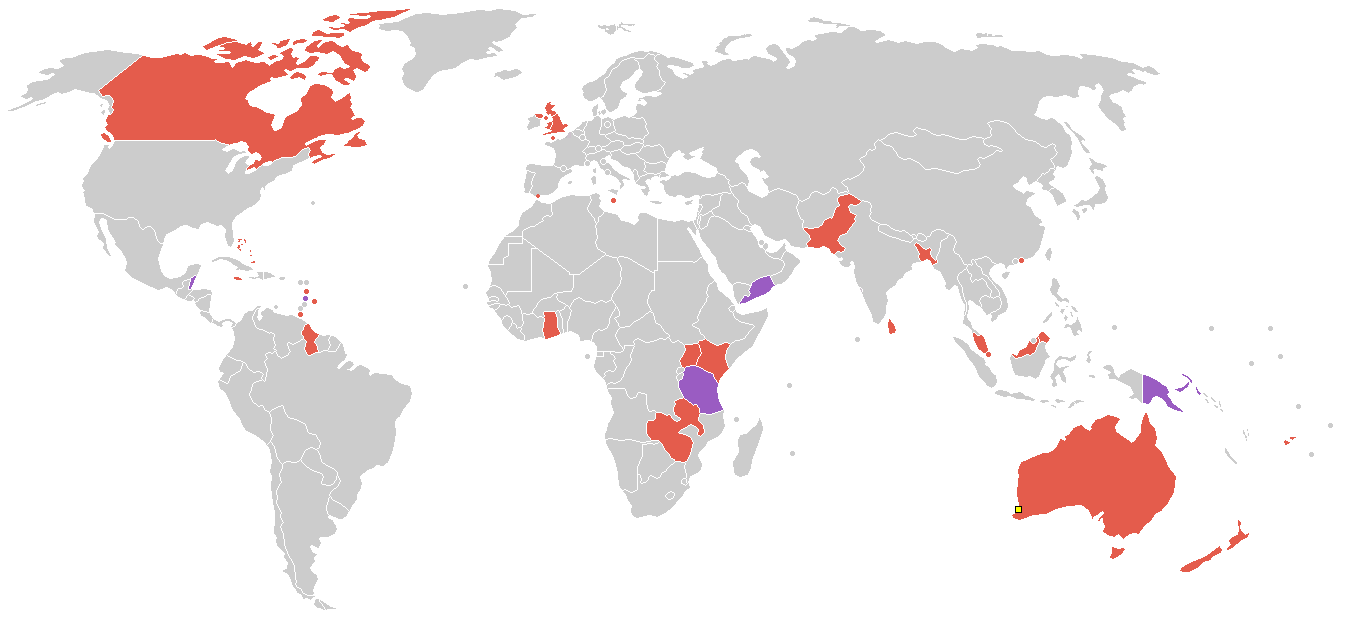
Países participantes.

| - Áden - África do Sul - Austrália - Bahamas - Barbados - Bornéu do Norte - Canadá - Ceilão - Dominica - Escócia - Fiji - Gana |  | - Gibraltar - Guiana Britânica - Honduras Britânicas - Hong Kong - Ilha de Man - Inglaterra - Irlanda do Norte - Jamaica - Jersey - Malaya - Malta - Nova Zelândia |  | - País de Gales - Papua-Nova Guiné - Paquistão - Quênia - Rodésia e Niassalândia - Santa Lúcia - Sarawak - Singapura - Tanganica - Trinidad e Tobago - Uganda |

## Medalhistas
| Ordem | País                   | Medalha de ouro | Medalha de prata | Medalha de bronze | Total |
| ----- | ---------------------- | --------------- | ---------------- | ----------------- | ----- |
| 1     | Austrália              | 38              | 36               | 31                | 105   |
| 2     | Inglaterra             | 29              | 22               | 27                | 78    |
| 3     | Nova Zelândia          | 10              | 12               | 10                | 32    |
| 4     | Paquistão              | 8               | 1                | 0                 | 9     |
| 5     | Canadá                 | 4               | 12               | 15                | 31    |
| 6     | Escócia                | 4               | 7                | 3                 | 14    |
| 7     | Gana                   | 3               | 5                | 1                 | 9     |
| 8     | Jamaica                | 3               | 1                | 1                 | 5     |
| 9     | Quênia                 | 2               | 2                | 1                 | 5     |
| 10    | Singapura              | 2               | 0                | 0                 | 2     |
| 11    | Uganda                 | 1               | 1                | 4                 | 6     |
| 12    | Rodésia e Niassalândia | 0               | 2                | 5                 | 7     |
| 13    | País de Gales          | 0               | 2                | 4                 | 6     |
| 14    | Bahamas                | 0               | 1                | 0                 | 1     |
| 15    | Fiji                   | 0               | 0                | 2                 | 2     |
| 15    | Trinidad e Tobago      | 0               | 0                | 2                 | 2     |
| 17    | Barbados               | 0               | 0                | 1                 | 1     |
| 17    | Guiana Britânica       | 0               | 0                | 1                 | 1     |
| 17    | Jersey                 | 0               | 0                | 1                 | 1     |
| 17    | Malaya                 | 0               | 0                | 1                 | 1     |
| 17    | Irlanda do Norte       | 0               | 0                | 1                 | 1     |
| 17    | Papua-Nova Guiné       | 0               | 0                | 1                 | 1     |

     País sede destacado.